# أنتوني مارتيني
أنتوني مارتيني (بالإنجليزية: Anthony Martini)‏ هو مدير مواهب أمريكي، ولد في 1979.

## وصلات خارجية
- أنتوني مارتيني على موقع ميوزك برينز (الإنجليزية)